# All I Intended to Be
All I Intended To Be es el vigésimo segundo álbum de estudio de la cantante estadounidense Emmylou Harris, publicado por la compañía discográfica Nonesuch Records en junio de 2008. Debutó en el puesto 22 en la lista estadounidense Billboard y en la cuarta posición de la lista Top Country Albums, el puesto más alto de Harris desde el lanzamiento de Evangeline en 1981.
All I Intended to Be fue situado en el puesto 49 de la lista de los 50 mejores álbumes del año 2008 por la revista Q. El álbum fue también nominado a un Grammy en la categoría de mejor álbum de folk contemporáneo. 

## Lista de canciones
1. “Shores of White Sand” (Jack Wesley Routh) – 4:22
2. “Hold On” (Jude Johnstone) – 4:35
3. “Moon Song” (Patty Griffin) – 4:06
4. “Broken Man’s Lament” (Mark Germino) – 5:05
5. “Gold” (Emmylou Harris) – 3:32
6. “How She Could Sing the Wildwood Flower” (Emmylou Harris, Kate McGarrigle, Anna McGarrigle) – 3:44
7. “All That You Have Is Your Soul” (Tracy Chapman) – 4:41
8. “Take That Ride” (Emmylou Harris) – 3:39
9. “Old Five and Dimers Like Me” (Billy Joe Shaver) – 4:16
10. “Kern River” (Merle Haggard) – 4:03
11. “Not Enough” (Emmylou Harris) – 3:25
12. “Sailing Round the Room” (Emmylou Harris, Kate McGarrigle, Anna McGarrigle) – 5:31
13. “Beyond the Great Divide” (J.C. Crowley, Jack Wesley Routh) – 4:26

## Personal
- Emmylou Harris – voz, guitarra acústica (1-13), coros (2-4, 6-13)
- Brian Ahern – guitarra de doce cuerdas (1, 6), guitarra eléctrica (4, 7, 12), bajo (5), Afuche (5), bajo Earthwood(6, 11), banjo (6)
- Tim Goodman – guitarra acústica (1)
- Emory Gordy, Jr. – bajo (1)
- Jim Horn – grabadoras (1)
- Keith Knudsen – batería (1)
- John McFee – Cordovox y guitarras eléctricas (1)
- Bill Payne – teclados (1)
- Lynn Langham – coros (1)
- Jack Routh – coros (1)
- Randy Sharp – coros (1)
- Glen D. Hardin – teclados (2, 4, 5, 7, 8)
- Greg Leisz – guitarra slide (2), pedal steel guitar (5, 8, 10, 13), Weisenborn (8, 11), mandocello (11)
- Buddy Miller – coros (1, 2), voz (8)
- Harry Stinson – batería (2, 4-8, 12)
- Kenny Vaughn – guitarra eléctrica (2, 4, 5, 7 8)
- Glenn Worf – bajo (2, 4, 5, 7, 8)
- Steve Fishell – steel (3, 7, 12)
- Mary Ann Kennedy – coros y mandolina (3, 11)
- Phil Madeira – acordeón (3, 9, 10, 12, 13)
- David Pomeroy – bajo (3, 12)
- Pam Rose – coros y guitarra acústica (3, 11)
- Patrick Warren – teclados (3, 6, 11, 12)
- Karen Brooks – coros (4, 7)
- Dolly Parton – coros (5)
- Vince Gill – coros (5)
- Kate McGarrigle – voz (6, 12), guitarra gut-string( 6, 12), banjo (6)
- Anna McGarrigle – voz (6, 12)
- Mike Auldridge – voz y dobro (9, 10, 13)
- John Starling – voz y guitarra acústica (9, 10, 13)
- Stuart Duncan – mandolina (9, 10, 13)
- Fats Kaplan – mandolina (9)

## Posición en listas
| País              | Lista                  | Posición |
| ----------------- | ---------------------- | -------- |
| Alemania          | Media Control Charts   | 78       |
| Bélgica (Flandes) | Ultratop 200 Albums    | 20       |
| Bélgica (Valonia) | Ultratop 200 Albums    | 80       |
| Dinamarca         | Danish Albums Chart    | 19       |
| Estados Unidos    | Country Albums         | 4        |
| Estados Unidos    | Billboard 200          | 22       |
| Francia           | SNEP Albums Chart      | 132      |
| Noruega           | Norwegian Albums Chart | 7        |
| Países Bajos      | Dutch Albums Chart     | 41       |
| Reino Unido       | UK Albums Chart        | 40       |
| Suecia            | Swedish Albums Chart   | 10       |
| Suiza             | Hitparade Albums Chart | 37       |